# XVI Spadochronowe Mistrzostwa Polski w Akrobacji Zespołowej RW-4 Bednary 2012
XVI Spadochronowe Mistrzostwa Polski w Akrobacji Zespołowej RW-4 Bednary 2012 – odbyły się 10–13 października 2012 na lotnisku Poznań-Bednary. Gospodarzem Mistrzostw była strefa Sky Camp, a organizatorem strefa Sky Camp, we współpracy z Wojskowym Klubem Spadochronowym Skrzydło. Skoki wykonywano z wysokości 3 050 metrów (10 000 stóp) i opóźnieniem 35 sekund, ze strefowej Cessny Grand Caravan (SP-KON). Wykonano 9 kolejek skoków.

## Rozegrane kategorie
Mistrzostwa rozegrano w jednej kategorii:
- Akrobacja zespołowa RW-4.

## Kierownictwo Mistrzostw
- Sędzia Główny – Jan Isielenis.

Źródło: 

## Medaliści
Medalistów XVI Spadochronowych Mistrzostw Polski w Akrobacji Zespołowej RW-4 Bednary 2012 podano za: Lidia Kosk: Wyniki Mistrzostw Polski w Formation Skydiving, lata 1989–2014. [dostęp 2021-02-08]. (pol.). i Sławomir Kasjaniuk: Mistrzostwa Polski RW-4 rozegrane. [w:] WKS „Skrzydło”/OSWRiS [on-line]. lotniczapolska.pl, 2012-10-19. [dostęp 2016-04-21]. (pol.).
| Konkurencja              | Złoto    | Srebro                  | Brąz                     |
| Akrobacja zespołowa RW-4 | Un4Given | WKS „Skrzydło”/OSWRiS I | WKS „Skrzydło”/OSWRiS II |

## Wylosowane zestawy figur
Wylosowane zestawy figur XV| Spadochronowych Mistrzostw Polski w Akrobacji Zespołowej RW-4 Bednary 2012 podano za: Jan Isielenis, Archiwum Sekcji Spadochronowej Aeroklubu Gliwickiego, 2012. Brak numerów stron w książce
- I kolejka (J – 12 – G – 19)
- II kolejka (O – 2 – K – 5)
- III kolejka (3 – 18 – 13)
- IV kolejka (1 – C – A – 8)
- V kolejka (E – H – 10 – 4)
- VI kolejka (11 – 15 – D)
- VII kolejka (F – 16 – 22)
- VIII kolejka (7 – 9 – 14)
- IX kolejka (Q – 8 – N – 6)
- Finał (P – L – 17 – M).

## Wyniki
Wyniki Uczestników XVI Spadochronowych Mistrzostw Polski w Akrobacji Zespołowej RW-4 Bednary 2012 podano za: Jan Isielenis, Archiwum Sekcji Spadochronowej Aeroklubu Gliwickiego, 2012. Brak numerów stron w książce
W mistrzostwach wystartowało 6 zespołów  Polska: 3 cywilne Un4Given, Maverick, Power PIGS i 3 zespoły reprezentujące wojsko, OSWRiS/WKS „Skrzydło”.
| Klasyfikacja – Akrobacja zespołowa RW-4 | Klasyfikacja – Akrobacja zespołowa RW-4 | Klasyfikacja – Akrobacja zespołowa RW-4 | Klasyfikacja – Akrobacja zespołowa RW-4 | Klasyfikacja – Akrobacja zespołowa RW-4 | Klasyfikacja – Akrobacja zespołowa RW-4 | Klasyfikacja – Akrobacja zespołowa RW-4 | Klasyfikacja – Akrobacja zespołowa RW-4 | Klasyfikacja – Akrobacja zespołowa RW-4 | Klasyfikacja – Akrobacja zespołowa RW-4 | Klasyfikacja – Akrobacja zespołowa RW-4 | Klasyfikacja – Akrobacja zespołowa RW-4 | Klasyfikacja – Akrobacja zespołowa RW-4 |
| --------------------------------------- | --- | --------------------------------------- | --------------------------------------- | --------------------------------------- | --------------------------------------- | --------------------------------------- | --------------------------------------- | --------------------------------------- | --------------------------------------- | --------------------------------------- | --------------------------------------- | --------------------------------------- |
| Miejsce                                 | Drużyna | Kolejka                                 | Kolejka                                 | Kolejka                                 | Kolejka                                 | Kolejka                                 | Kolejka                                 | Kolejka                                 | Kolejka                                 | Kolejka                                 | Razem                                   |                                         |
| Miejsce                                 | Drużyna | I                                       | II                                      | II                                      | IV                                      | V                                       | VI                                      | VII                                     | VIII                                    | IX                                      | Razem                                   |                                         |
| 1                                       | Un4Given Sebastian Dratwa, Marek Nowakowski, Dariusz Filipowski, Bartosz Staśkiewicz, Jarosław Szot (kamera)                                                                                | 13                                      | 12                                      | 9                                       | 15                                      | 6                                       | 11                                      | 11                                      | 13                                      | 10                                      | 100                                     |                                         |
| 2                                       | WKS Skrzydło/Ośrodek Szkolenia Wysokościowo–Ratowniczego i Spadochronowego Sił Powietrznych I Piotr Augustyniak, Tomasz Rapita, Rafał Filus, Maciej Lamentowicz, Mirosław Wojtania (kamera) | 6                                       | 6                                       | 6                                       | 10                                      | 8                                       | 5                                       | 8                                       | 7                                       | 8                                       | 64                                      |                                         |
| 3                                       | WKS „Skrzydło”/OSWRiS II Jacek Klus, Marcin Laskowski, Piotr Błażewicz, Krzysztof Lewandowski, Piotr Kut (kamera)                                                                           | 8                                       | 8                                       | 2                                       | 7                                       | 6                                       | 6                                       | 9                                       | 7                                       | 7                                       | 60                                      |                                         |
| 4                                       | Power PIGS Tomasz Prusak, Tomasz Ignaczuk, Rafał Popławski, Robert Przytuła, Mariusz Pawłowski (kamera)                                                                                     | 3                                       | 7                                       | 3                                       | 9                                       | 6                                       | 5                                       | 4                                       | 8                                       | 9                                       | 54                                      |                                         |
| 5                                       | Maverick Marcin Pietrucha, Jan Ślusarczyk, Piotr Sateja, Maciej Tracewski, Grzegorz Ciesielski (kamera)                                                                                     | 6                                       | 8                                       | 4                                       | 5                                       | 6                                       | 4                                       | 2                                       | 7                                       | 4                                       | 46                                      |                                         |
| 6                                       | WKS „Skrzydło”/OSWRiS III Wojciech Polczyk, Krzysztof Szopiński, Iwona Raczkiewicz, Marek Pietrzak, Marcin Seń (kamera)                                                                     | 2                                       | 3                                       | 3                                       | 1                                       | 2                                       | 1                                       | 2                                       | 4                                       | 5                                       | 23                                      |                                         |